# Calyptraemalva
Calyptraemalva é um género botânico pertencente à família Malvaceae, seu nome genérico é Calyptrimalva.
A única espécie, C. catharinensis Krapov. é encontrada no estado de Santa Catarina, e foi descrita por Krapovickas em 1965.
É tão pouco conhecida que nem os seus frutos ainda foram descritos.